# 1971 au Québec
Cet article traite des événements survenus en 1971 au Québec. 

## Événements

### Janvier
- 1er janvier : quatorze municipalités sont regroupées sous le nom de Mirabel[1].
- 4 janvier : l'armée canadienne est finalement retirée[2].
- 16 janvier : inauguration du Grand Théâtre de Québec[3].
- 18 janvier - Le procès du criminel français Jacques Mesrine, accusé d'avoir tué une hôtelière de Percé, débute. Il sera innocenté le même mois mais devra quant même purger une peine de prison au pénitencier Saint-Vincent-de-Paul  pour avoir enlevé un homme d'affaires de Montréal[4].
- 20 janvier : plusieurs milliers de personnes manifestent devant le Palais de justice de Montréal pour la libération de ceux qui ont été emprisonnés sous la Loi des Mesures de Guerre[5].
- 22 janvier - Le Pavillon de l'éducation physique et des sports (PEPS) de l'Université Laval est inauguré[6].
- 25 janvier : début du procès de Paul Rose[7].

### Février
- 8 février : le libéral Jean Cournoyer remporte l'élection partielle dans le comté de Chambly. Le péquiste Pierre Marois y a cependant obtenu plus de votes qu'en 1970[8].
- 15 au 19 février : Robert Lemieux, Michel Chartrand, Pierre Vallières et Charles Gagnon sont tour à tour libérés[9].
- 23 février : ouverture de la deuxième session de la 29e législature. Le discours du Trône insiste sur le fait de résister au projet de rapatriement de la Constitution du premier ministre canadien Pierre Trudeau[10].
- 26 février : lors du troisième congrès du PQ, René Lévesque doit de nouveau combattre une proposition sur l'unilinguisme  français. Pierre Bourgault est élu à l'exécutif du parti[11].

### Mars

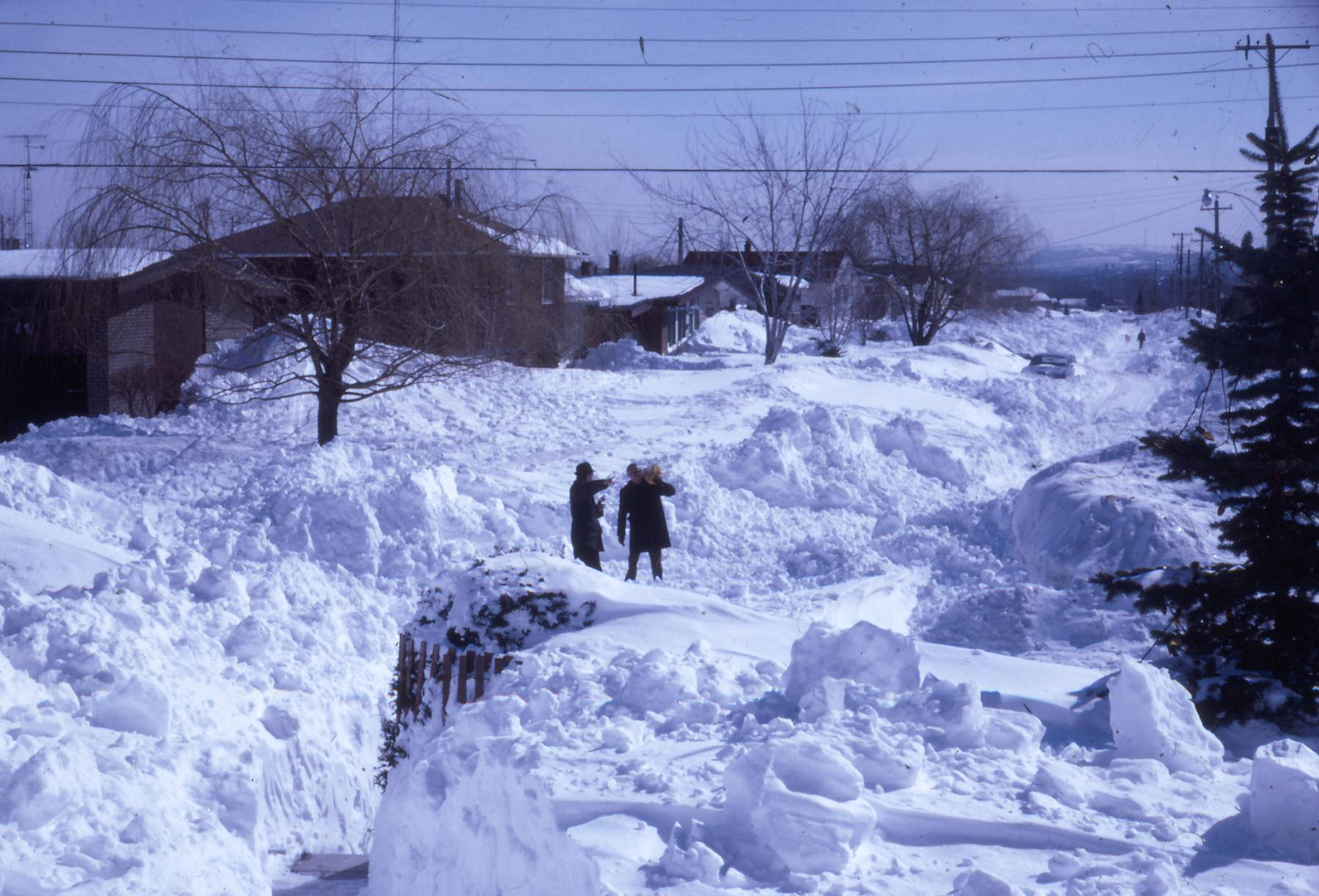
Tempête du siècle (mars 1971), ici à Duvernay, Laval.

- 4 et 5 mars : la tempête du siècle s'abat sur le Québec, faisant tomber plus de 50 cm de neige à certains endroits. Elle cause une trentaine de morts à travers la province[12].
- 14 mars : Paul Rose est reconnu coupable du meurtre de Pierre Laporte. Il annonce qu'il ira en appel[13].
- 25 mars : le budget Garneau prévoit des dépenses de 4,151 milliards de dollars et des revenus de 3,8 milliards pour 1971-1972[14].

### Avril
- 29 avril : première de la pièce de théâtre À Toi pour Toujours, Ta Marie-Lou créée par Michel Tremblay[15].

### Mai
- 1er mai : les libéraux célèbrent au Colisée de Québec le premier anniversaire de leur prise de pouvoir. Robert Bourassa en profite pour annoncer le projet de développement des ressources hydro-électriques de l'immense bassin de la Baie James. L'opération devrait coûter 6 ou 7 milliards de dollars[16].
- 4 mai : à 23 h 10, un affaissement de terrain a lieu à Saint-Jean-Vianney, engloutissant une quarantaine de maisons. Parmi les 31 personnes disparues, 5 seulement seront retrouvés[17].
- 18 mai - Les Canadiens de Montréal remportent la Coupe Stanley en battant difficilement les Black Hawks de Chicago en 7 parties lors des séries éliminatoires. Leur nouveau gardien de but Ken Dryden remporte le Trophée Conn-Smythe[18].
- 19 mai : les Remparts de Québec sont la première équipe de la Ligue de hockey junior majeur du Québec à remporter la Coupe Memorial. Parmi les joueurs, citons Guy Lafleur, André Savard et Jacques Richard[19].
- 20 mai : Francis Simard est reconnu coupable du meurtre de Pierre Laporte[20].
- 27 mai : Robert Bourassa déclare que Saint-Jean-Vianney sera rayé de la carte. Le gouvernement accepte de reloger les survivants à Arvida, selon le vœu exprimé par la majorité d'entre eux[21].

### Juin
- 3 juin : adoption de la loi nationalisant la traverse de Lévis et créant la Société des traversiers du Québec[22].
- 9 juin : Jean Béliveau annonce sa retraite du hockey[23].
- 10 juin : Guy Lafleur est repêché par les Canadiens de Montréal[24].
- 14 juin : conférence fédérale-provinciale à Victoria. Pierre Trudeau y dépose un projet de réforme constitutionnelle, énonçant qu'une modification de la Constitution devrait requérir l'appui d'une majorité des provinces et que la juridiction fédérale-provinciale serait quasi conjointe en matière de sécurité sociale. Robert Bourassa donne son accord de principe à la Charte de Victoria[25].
- 20 juin : Gabriel Loubier succède à Jean-Jacques Bertrand lors du congrès au leadership de l'Union nationale[26].
- 23 juin : Robert Bourassa fait volte-face et n'approuve plus la Charte de Victoria. Son désaccord tient à l'ambigüité des propositions concernant les pouvoirs législatifs en matière de sécurité sociale[25].
- 30 juin : dépôt de la loi 50 créant la Société de Développement de la Baie James[27].

### Juillet
- 3 juillet : dépôt du projet de loi transformant la Régie des alcools en Société des alcools du Québec[28].
- 14 juillet : la loi 50 sur la Baie James et la loi 45 créant la Protection du Consommateur sont adoptées[29].

### Août
- 13 août : les premiers Jeux du Québec sont inaugurés à Rivière-du-Loup[30].
- 23 août : le chef de la Fraternité sociale des Indiens critique le projet de la Baie James[31].

### Septembre
- Septembre : sortie de l'album L'oiseau de René Simard, un enfant de 10 ans à la voix d'or qui devient l'une des grandes vedettes du Québec dans les semaines suivantes[32].
- 8 septembre : inauguration du nouveau Palais de justice de Montréal[33].
- 22 septembre : Bernard Lortie est reconnu coupable de l'enlèvement de Pierre Laporte[34].

### Octobre
- 8 octobre : Ottawa annonce son intention de parler désormais de multiculturalisme canadien plutôt que de biculturalisme[35].
- 25 octobre : dépôt de la loi 66 abaissant l'âge de majorité de 21 à 18 ans au Québec. Elle sera définitivement adoptée le 14 décembre[36].
- 27 octobre : La Presse décrète le lock-out de ses employés[37].
- 29 octobre : le PQ refuse de participer et de cautionner la manifestation en faveur des employés de La Presse à Montréal. Seul le député Robert Burns est parmi les marcheurs. Les manifestants font face à un barrage de policiers qui décident de charger. Il y a 200 arrestations, 300 blessés et 1 mort[38].

### Novembre
- 12 novembre : première du film Mon oncle Antoine, réalisé par Claude Jutra et mettant en vedette Jean Duceppe. Ce film deviendra un classique du cinéma québécois[39].
- 13 novembre : entente de principe à La Presse[40].
- 14 novembre : Québec refuse de souscrire au multiculturalisme d'Ottawa[41].

### Décembre
- 4 décembre : la FTQ reconnaît pour la première fois le droit du Québec à l'autodétermination[42].
- 12 décembre : Pierre Vallières annonce sa rupture avec le FLQ. Pour lui, la seule alternative valable, c'est le Parti québécois[43].
- 24 décembre : la session est prorogée[44].
- 30 décembre : un groupe d'hommes d'affaires, comprenant les frères Bronfman, Jacques Courtois et John Bassett, achète les Canadiens de Montréal. La transaction est estimée à 15 millions de dollars[45].

## Naissances
- Isabelle Lecours (femme politique)
- Karine Boivin Roy (avocate et femme politique)
- Pascal Paradis (avocat et homme politique)
- Yves Montigny (conseiller pédagogique et homme politique)
- 3 janvier - Isabelle Charest (patineuse de vitesse et femme politique)
- 22 janvier - Annie Brocoli (actrice et chanteuse)
- 27 janvier - Patrice Brisebois (joueur de hockey)
- 18 février - Sébastien Delorme (acteur)
- 8 mars - Réal Béland (fils) (humoriste)
- 26 mars - François Lapointe (homme politique)
- 4 avril - Yanic Perreault (joueur de hockey)
- 9 avril - Jacques Villeneuve (pilote automobile)
- 14 avril - Steve Larouche - (joueur de hockey)
- 21 avril - Stéphane Billette (homme politique)
- 23 avril - Alex Perron (acteur, animateur et humoriste)
- 27 avril - Joëlle Morin (actrice)
- 15 mai - Fred Fortin (chanteur)
- 6 juin - Stéphane Ouellet (boxeur)
- 10 juin - Eric Lefebvre (homme d'affaires et homme politique)
- 23 juin - Félix Potvin (joueur de hockey)
- 14 juillet - Marie-Chantal Toupin (chanteuse)
- 2 août - Messmer (hypnotiseur)
- 8 septembre -
- 21 septembre - Laurent Paquin (animateur de radio et humoriste)
- 22 septembre - Pascal Vincent  (entraineur et ancien joueur de hockey)
- 24 septembre - Stéphanie Vallée (femme politique)
- 5 octobre - Mélanie Maynard (actrice et animatrice)
- 7 octobre - Daniel Boucher (chanteur)
- 20 décembre - Hugo Girard (athlète)
- 24 décembre - Dave Morissette (joueur de hockey et animateur de la télévision)
- 25 décembre - Justin Trudeau (premier ministre du Canada et fils de Pierre Elliott Trudeau)

## Décès
- Louis-Napoléon Audet (architecte) (º 14 août 1881)
- 7 janvier - Marie Gérin-Lajoie (féministe) (º 9 juin 1890)
- 22 février - Henry Deyglun (acteur) (º 27 février 1903)
- 29 mars - Mario Bachand (militant du FLQ) (º 24 mars 1944)
- 5 avril - Maurice Brasset (homme politique) (º 12 avril 1884)
- 14 avril - Hector Authier (homme politique) (º 4 novembre 1871)
- 12 mai - Antonin Galipeault (homme politique) (º 7 août 1879)
- 7 juillet - Claude Gauvreau (poète) 9º 19 août 1925)
- 10 juillet - Samuel Bronfman (homme d'affaires et philanthrope) (º 4 mars 1891)
- 1er août - Henri Poitras (acteur) (º 11 juin 1896)
- 4 septembre - Albert Pelletier (écrivain) (º 1896)
- 12 septembre - Charles James Warwick Fox (marchand et homme politique) (º 2 juin 1910)
- 26 novembre - Marcel Choquette (sculpteur) (º 1913)
- 29 novembre - Olivier Guimond (comédien) (º 21 mai 1914)
- 26 décembre - Augustin Brassard (homme politique) (º 16 juillet 1922)

## Sources et références
1. ↑  Bilan du Siècle
2. ↑  Louis la Rochelle. En flagrant délit de pouvoir. Boréal. 1982. p. 157
3. ↑  Bilan du Siècle
4. ↑  L'ennemi public numéro un dans la Collection Dossier Meurtre, p. 107, éditions Malcolm
5. ↑  Bilan du Siècle
6. ↑  Les Nouvelles TVA, 22 janvier 2021
7. ↑  Guy Deshaies. Lemieux ne pourra pas défendre Paul Rose. Le Devoir. 26 janvier 1971. p. 1, 2
8. ↑  Pierre Godin.René Lévesque, tome 2. Boréal. 1997. p. 530
9. ↑  Jacques Lacoursière. Alarme citoyens!. Éditions La Presse. 1972. p. 426
10. ↑  « Chronologie parlementaire 1971-1972 » (consulté le 2 mai 2009)
11. ↑  René Lévesque tome 2, p. 534
12. ↑  Bilan du Siècle: la tempête du siècle de 1971
13. ↑  Pierre Richard. Alléguant qu'il n'a pas eu une défense pleine et entière. Rose en appelle de sa condamnation. Le Devoir. 15 mars 1971. p. 1, 6
14. ↑  Gilles Lesage, « Pour éviter de hausser les impôts, Québec doit emprunter $400 millions », Le Devoir,‎ 26 mars 1971, p. 1
15. ↑  Bilan du Siècle
16. ↑  En flagrant délit de pouvoir, p. 159
17. ↑  Bilan du Siècle: le drame de Saint-Jean-Vianney
18. ↑  Conquête de la Coupe Stanley par le Canadien de Montréal
19. ↑  Bilan du Siècle
20. ↑  Guy Deshaies. F. Simard: la prison à perpétuité. Le Devoir. 21 mai 1971. p. 1
21. ↑  Saint-Jean-Vianney est rayé de la carte. Le Devoir. 28 mai 1971. p. 1, 2
22. ↑  50 ans d'histoire - Portés par le fleuve
23. ↑  Bilan du Siècle
24. ↑  Bilan du Siècle
25. 1 2  En flagrant délit de pouvoir, p. 160
26. ↑  Bilan du Siècle
27. ↑  Pierre O'Neill. Essouflés, les députés s'empressent d'en finir. Le Devoir. 2 juillet 1971. p. 3, 6
28. ↑  Pierre-L. O'Neill. Un projet de loi créant la Société des alcools. Le Devoir. 3 juillet 1971. p. 3
29. ↑  Gilles Lesage. L'Assemblée nationale ajourne ses travaux. Baie de James: le projet est adopté. Le Devoir. 15 juillet 1971. p. 1
30. ↑  Bilan du Siècle
31. ↑  Le chef national des Indiens critique le plan d'aménagement de la Baie James. Le Devoir. 23 août 1971. p. 14
32. ↑  Danielle Bachand et Claudine Bachand. René et Nathalie Simard: les enfants chéris du Québec. Éditions Québécor. Montréal. 1983.
33. ↑  Jean-Pierre Charbonneau. Inauguration du Palais de justice. Le Devoir. 9 septembre 1971. p. 3
34. ↑  Guy Deshaies. Lortie est reconnu coupable. Le Devoir. 23 septembre 1971. p. 1
35. ↑  Jean-Pierre Bonhomme, « Ottawa rejette le biculturalisme », Le Devoir,‎ 9 octobre 1971, p. 1
36. ↑  Bian du Siècle
37. ↑  Déclenchement d'une grève au journal « La Presse »
38. ↑  René Lévesque tome 2, p. 541
39. ↑  « 1971 au Québec » (présentation de l'œuvre), sur l'Internet Movie Database
40. ↑  Gisèle Tremblay. La Presse accepte l'offre de Cournoyer. Le Devoir. 12 novembre 1971. p. 1
41. ↑  Robert Guy Scully. François Cloutier: Québec ne souscrit pas au multiculturalisme du gouvernement fédéral. Le Devoir. 15 novembre 1971. p. 1
42. ↑  Gisèle Tremblay. La FTQ reconnait le droit à l'autodétermination. Le Devoir. 6 décembre 1971. p. 1
43. ↑  Louis Fournier. FLQ. Québec-Amérique. 1982. p. 433
44. ↑  Chronologie parlementaire 1971-1972
45. ↑  Acquisition du Canadien de Montréal par le groupe Placement Rondelle Ltée